# Вилхелмина Магдалена фон Изенбург-Бирщайн
Вилхелмина Магдалена фон Изенбург-Бюдинген-Бирщайн (на немски: Wilhelmine Magdalene von Isenburg-Büdingen-Birstein; * 23 ноември 1682 в Бирщайн; † 6 декември 1749 в Хоензолмс) е графиня от Изенбург-Бюдинген-Бирщайн и чрез женитба графиня на Золмс-Хоензолмс-Лих.
Тя е дъщеря на граф Вилхелм Мориц I фон Изенбург-Бирщайн (1657 – 1711) и първата му съпруга графиня Анна Амалия фон Изенбург-Бюдинген (1653 – 1700), дъщеря на граф Йохан Ернст фон Изенбург-Бюдинген и графиня Мария Шарлота фон Ербах-Ербах. Баща ѝ Вилхелм Мориц фон Изенбург-Бирщайн се жени втори път през 1700 г. за Анна Ернестина София фон Квернхайм († 1708) и трети път на 17 март 1709 г. за графиня Вилхелмина Елизабет фон Лайнинген-Дагсбург-Фалкенбург († 1733).
Тя умира на 6 декември 1749 г. в Хоензолмс на 67 години.

## Фамилия
Вилхелмина Магдалена фон Изенбург-Бирщайн се омъжва на 23 август 1710 г. за граф Фридрих Вилхелм фон Золмс-Хоензолмс-Лих (* 13 февруари 1682 в Хоензолмс; † 17 януари 1744 в Хоензолмс), син на граф Йохан Лудвиг фон Золмс-Хоензолмс (1646 – 1707) и първата му съпруга бургграфиня и графиня Луиза фон Дона-Вианен (1646 – 1687). Те имат 18 деца:
- Вилхелмина Амалия Луиза (* 8 юни 1711), омъжена 1744 г. за фон Пфафенрат
- Лудвиг Вилхелм (1712 – 1712)
- Кристиан Лудвиг (1713 – 1714)
- син (*/† 1714), близнак
- Фридрих Карл (1714 – 1714)
- Фридерика Кристина (1715 – 1779)
- Флорентина София (1716 – 1717)
- Ернестина Шарлота (1717 – 1784)
- Шарлота Албертина (1718 – 1719)
- Хенриета Августа (1719 – 1786)
- Филип Ернст (1720 – 1741)
- София Марияна (1721 – 1802)
- Леополдина Каролина (1723 – 1726)
- Александрина Теодора (1724 – 1725)
- Луиза Франциска (1724 – 1725)
- Карл Кристиан фон Золмс-Хоензолмс-Лих (1725 – 1803), първият княз на Золмс-Хоензолмс-Лих, женен на 21 декември 1759 г. в Касел за графиня и бургграфиня София Шарлота фон Дона-Шлобитен (1740 – 1798)
- Густав Адолф (1726 – 1728)
- Франц Казимир (1728 – 1728)